# Delirio (película)
Delirio es una película en blanco y negro de Argentina dirigida por Arturo García Buhr según el guion de Conrado Nalé Roxlo sobre el argumento de Camilo Darthés y Carlos S. Damel que se estrenó el 17 de marzo de 1944 y que tuvo como protagonistas a Arturo García Buhr, Irma Córdoba, Rosa Rosen y Raimundo Pastore. La empezó a dirigir Antonio Cunill Cabanellas, la continuó Ernesto Arancibia y la terminó García Buhr.

## Sinopsis
Para comprobar si su esposo la engaña, una mujer simula su muerte y vuelve al hogar aparentando ser su hermana melliza.

## Reparto
- Arturo García Buhr
- Irma Córdoba
- Rosa Rosen
- Raimundo Pastore
- Tilda Thamar
- Roberto Fugazot
- Iris Portillo
- Juan Vitola
- Sabina Hernández

## Comentarios
Calki opinó que era un filme sin valores cinematográficos propiamente dichos y Manrupe y Portela escribieron que era una comedia llevadera pero algo avejentada.